# Predești
Predești là một xã thuộc hạt Dolj, România. Dân số thời điểm năm 2002 là 3474 người.